# Manu Militari (rapper)
Manu Militari (Québec, 21 maggio 1979) è un rapper canadese di lingua francese, proveniente da Montréal, Québec.
Figlio di una musicista, ha viaggiato nei primi anni di vita assieme alla madre per via dei concerti tenuti in varie parti del mondo.
Influenzato da gruppi come Wu-Tang Clan, Mobb Deep, IAM e Suprême NTM, inizia a dedicarsi al rap. Tra il 1996 ed il 2001 viaggia visitando India, Grecia, Medio Oriente. Attivo dal 2002 con il suo disco di debutto Manu Drastic, Manu fonda il gruppo Rime Organisé con cui ottiene la vittoria al festival Hip hop 4 ever, il gruppo incide nel 2004 l'EP Règlements de comptes.
Le positive esperienze col gruppo portano Manu a concepire un lavoro solista, pubblica quindi il suo primo vero disco il 28 febbraio 2006, che porta il titolo di Voix de fait. Il disco viene nominato sia come Author or compositor of the year che come Hip hop album of the year ai Félix Awards del 2006.

## Discografia
- 2002: Manu Drastic (EP)
- 2004: Rime Organisé - Règlements de comptes
- 2006: Voix de fait